# PKP řada Tw53

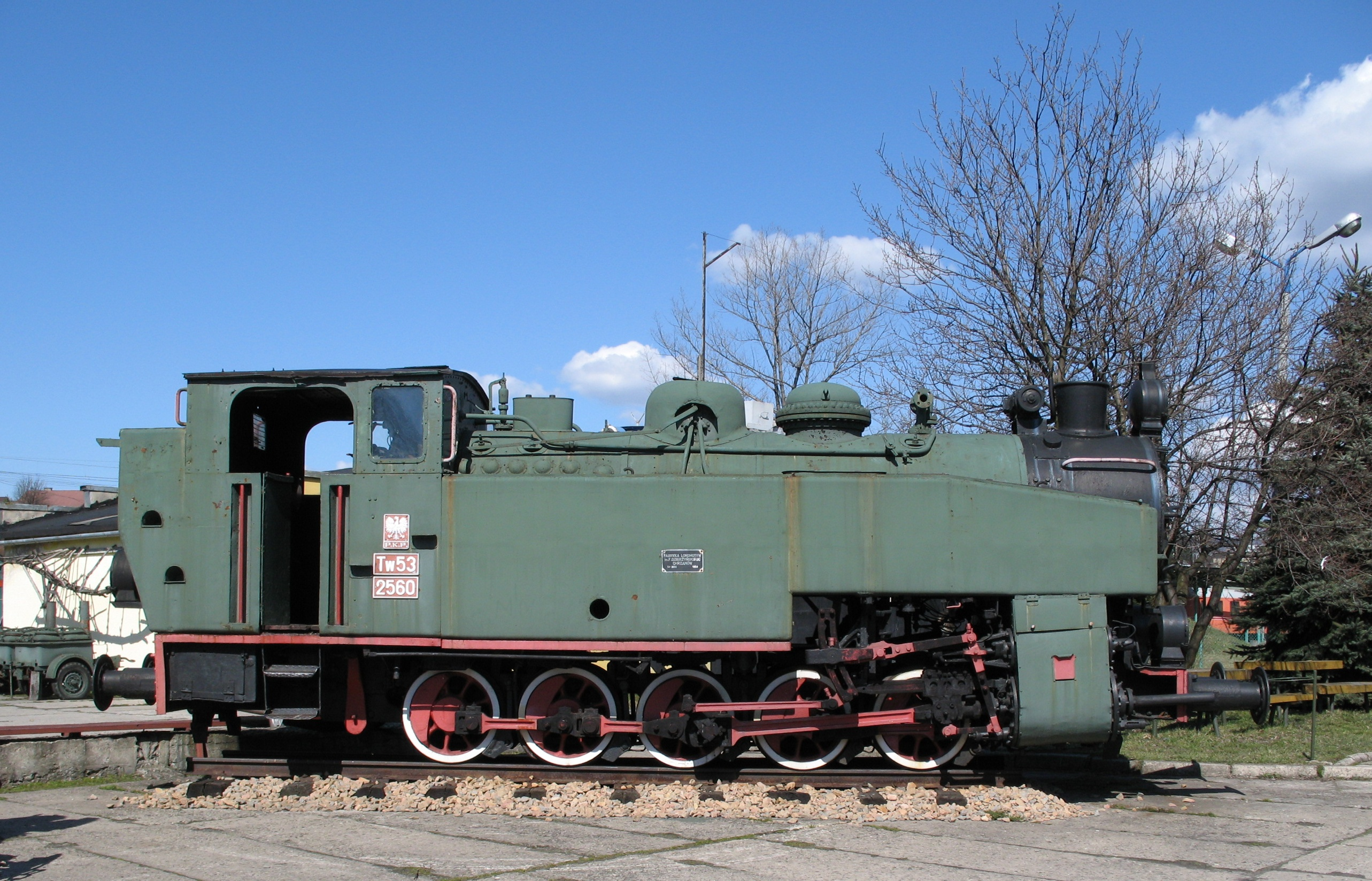
Lokomotiva Tw53-2560 ve skanzenu v Chabowce

Lokomotivy řada Tw53 jsou polské parní lokomotivy určené pro úzkorozchodné dráhy o rozchodu kolejí 785 mm. Byly vyráběny v továrně Fablok (polsky Fabryka Lokomotyw im. Feliksa Dzierżyńskiego) v Chrzanově (20 ks vyrobených v letech 1953 až 1954). Stroje mají čtyři hnané nápravy (uspořádání pojezdu E) a dosahovaly maximální rychlosti 30 km/h.
4 lokomotivy jsou dochované, neprovozní stroj Tw53-2566 se nachází v Depo Bytom Karb Wąskotorowy ( úzkoroz. ), neprovozní stroj Tw53-2560 (ve skutečnosti 2561) je ve skanzenu v Chabowce.

## Technické parametry
- provozní hmotnost: 41,45 t
- délka: 8800 mm
- výkon: 400 KM
- výhřevná plocha kotle: 55,7 m²
- plocha roštu: 1,6 m²
- maximální rychlost: 30 km/h